# Право черво
Правото черво, наричано още ректум (на латински: rectum), е последната част от дебелото черво, която завършва при аналния канал. Основната му задача е да складира натрупаните фекалии. То е пряко продължение на сигмовидното ободно черво, като започва от входа на малкия таз, минава направо през тазовата кухина и завършва с ануса.
Правото черво се състои от две части:
- тазова част, разделяща се на:
  - надампуларна част
  - ректална ампула (на латински: ampulla recti) – разширение на правото черво, намиращо се преди ануса и имащо диаметър от 8 до 16 cm, но може да достига и до 30 – 40 cm при препълване.[1]
- анална част (на латински: analis recti), която завършва с анус.

Стената на правото черво е плътна и еластична с равномерно развит мускулен слой. Лигавицата му съдържа множество жлези, които произвеждат голямо количество слуз.
В субмукозата на ректума са разположени малки венозни сплитове. Те осигуряват бърза резорбция на течностите. Това анатомично устройство благоприятства прилагането на някои лекарствени средства през ректума.

## Видови особености
- При човека
- При месоядните – при кучето се намират около сто лимфни възелчета в стената на правото черво и затова на лигавицата се виждат трапчинки.[2]
- При преживните – при говедото colon sigmoideum преминава без рязка граница в ректума. Стената на правото черво при говедото и коня е по-дебела от тази на дъговидното.[2]
- При конете – правото черво е дълго около 30 cm, с диаметър 10 cm и леко наклонено към аналния канал.[2] При кобила правото черво допира вентрално до тялото на матката и краниалната част на дорзалната повърхност на влагалището.[3]
- При свинята – правото черво е окачено на къс мезоректум и е обхванато от мастна тъкан.[2] Пролапсус на ректума се среща най-често при прасета над 23 кг.[3]
- При птиците – правото черво е късо (10 cm), широко и има светлосив до зелен цвят. Започва вентрално на седмия лумбосакрален прешлен и се явява продължение на илиума, и продължава назад като почти права тръба до клоаката.[4]